# Oasis del Tulum

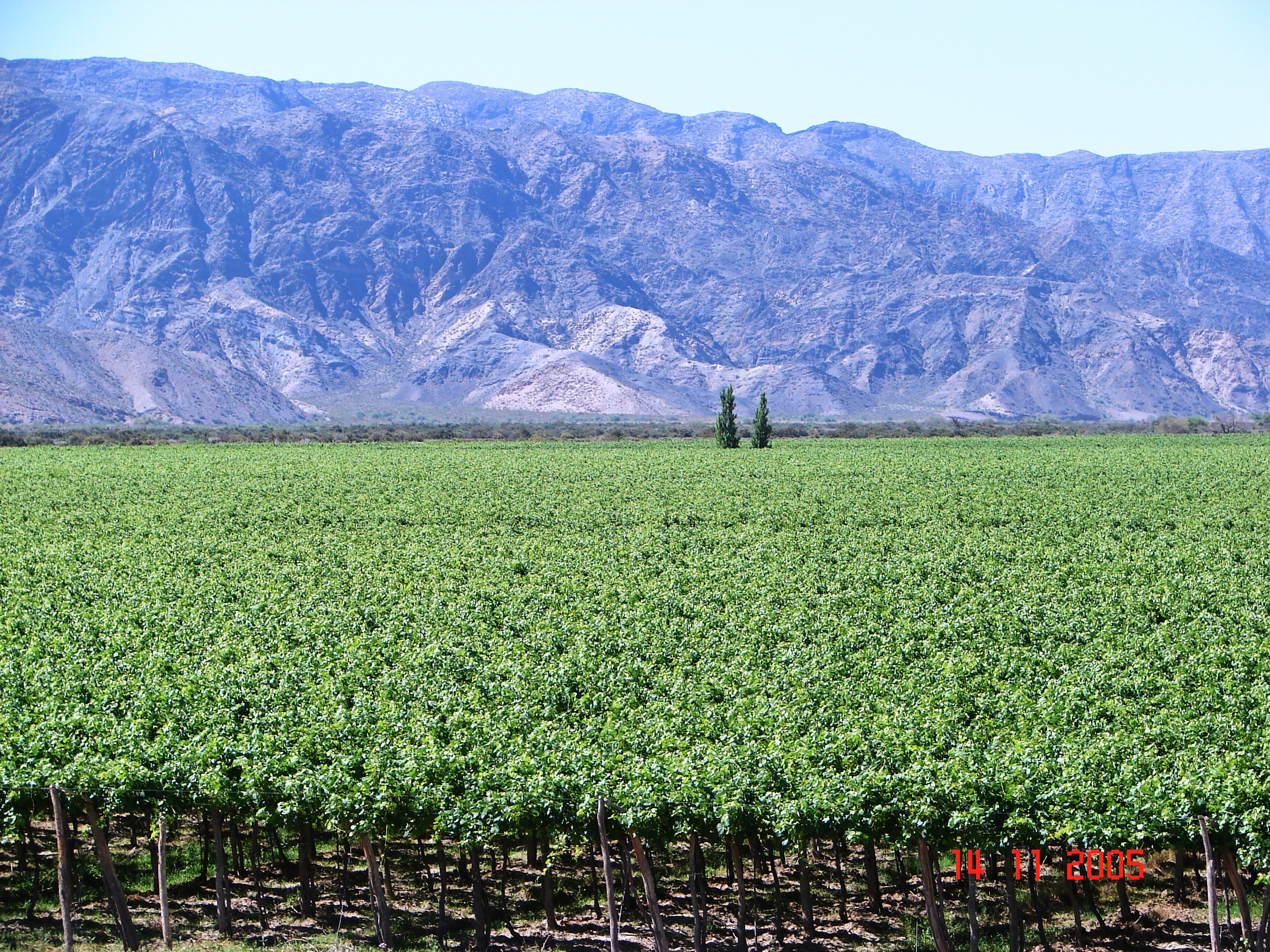
Viñedos en el Departamento San Martín, San Juan.

El Oasis del Tulum, o también denominado en ocasiones Valle del Tulum, es un área artificial generada a partir de la construcción de sistemas de riego que tienen, en este caso, al Río San Juan como fuente. Asimismo, se emplaza sobre una depresión de origen tectónico-fluvial. Está localizado en el centro sur de la provincia de San Juan, aproximadamente al centro oeste de Argentina en la región de Cuyo.
Es donde habita aproximadamente el 60% de la población de dicha provincia y donde se localiza el principal centro urbano: Gran San Juan. Del mismo modo es centro y asiento del desarrollo económico, nucleando diversas actividades terciarias y agrícolas destacándose el cultivo de la vid para la elaboración de vino, siendo uno de los principales centros productores de vino argentino. Hay además un fuerte desarrollo de la producción olivícola, hortícola y frutícola.

## Geografía
El Valle del Tulum se encuentra ubicado en el centro sur de la provincia de San Juan, en el centro oeste de la República Argentina (31°39′34″S 68°25′23″O / -31.65944, -68.42306). Se encuentra rodeado de un relieve altamente accidentado (montañoso), muy árido. Al oeste se destacan la Sierra Chica de Zonda, un subsistema perteneciente al cordón central o precordillera de San Juan, al este las Sierras de Pie de Palo pertenecientes al sistema de las Sierras Pampeanas y al norte las Serranías de Villicum, sistema también perteneciente al cordón central o precordillera. Mientras que al sur de destaca una gran zona de travesía elevadamente desértica.
Jurisdicciones que abarca
- Departamento Capital, 100%
- Departamento Rawson, 100%

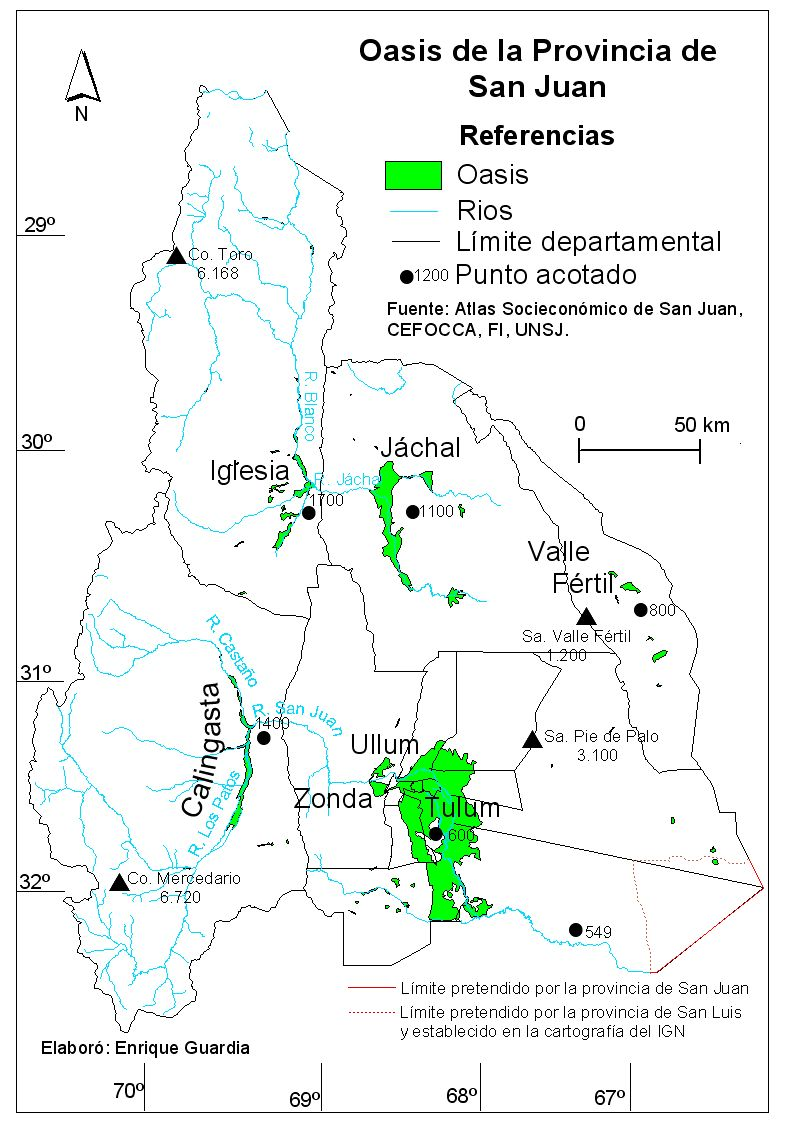
Localizaciòn del Valle y oasis del Tulum en la Provincia de San Juan.

- Departamento Rivadavia, Zona este, 50%
- Departamento Santa Lucía, 100%
- Departamento Chimbas, 100%
- Departamento Pocito, zona este, 50%
- Departamento Albardón, zona sur, 25%
- Departamento Angaco, zona sur, aproximadamente 25%
- Departamento Caucete, zona oeste, aproximadamente 12%
- Departamento 9 de Julio, 100%
- Departamento San Martín, zona oeste, 50%
- Departamento Sarmiento, zona este, aproximadamente 20%
- Departamento 25 de Mayo, zona oeste, aproximadamente el 12%

### Clima
El clima se caracteriza por ser desértico, con escasas precipitaciones, una considerable aridez y una importante amplitud térmica tanto anual como diaria. Las temperaturas oscilan entre los 27 °C de enero, cuando las máximas superan los 34 °C y alcanzan los 44 °C absolutos, y los 8 °C de julio, donde son cotidianas las heladas, registrándose temperaturas por debajo de −8 °C. Ningún mes tiene precipitaciones por encima de los 20 mm, y son más probables en verano con caída de granizo, afectando negativamente a la actividad agrícola.

### Hidrografía

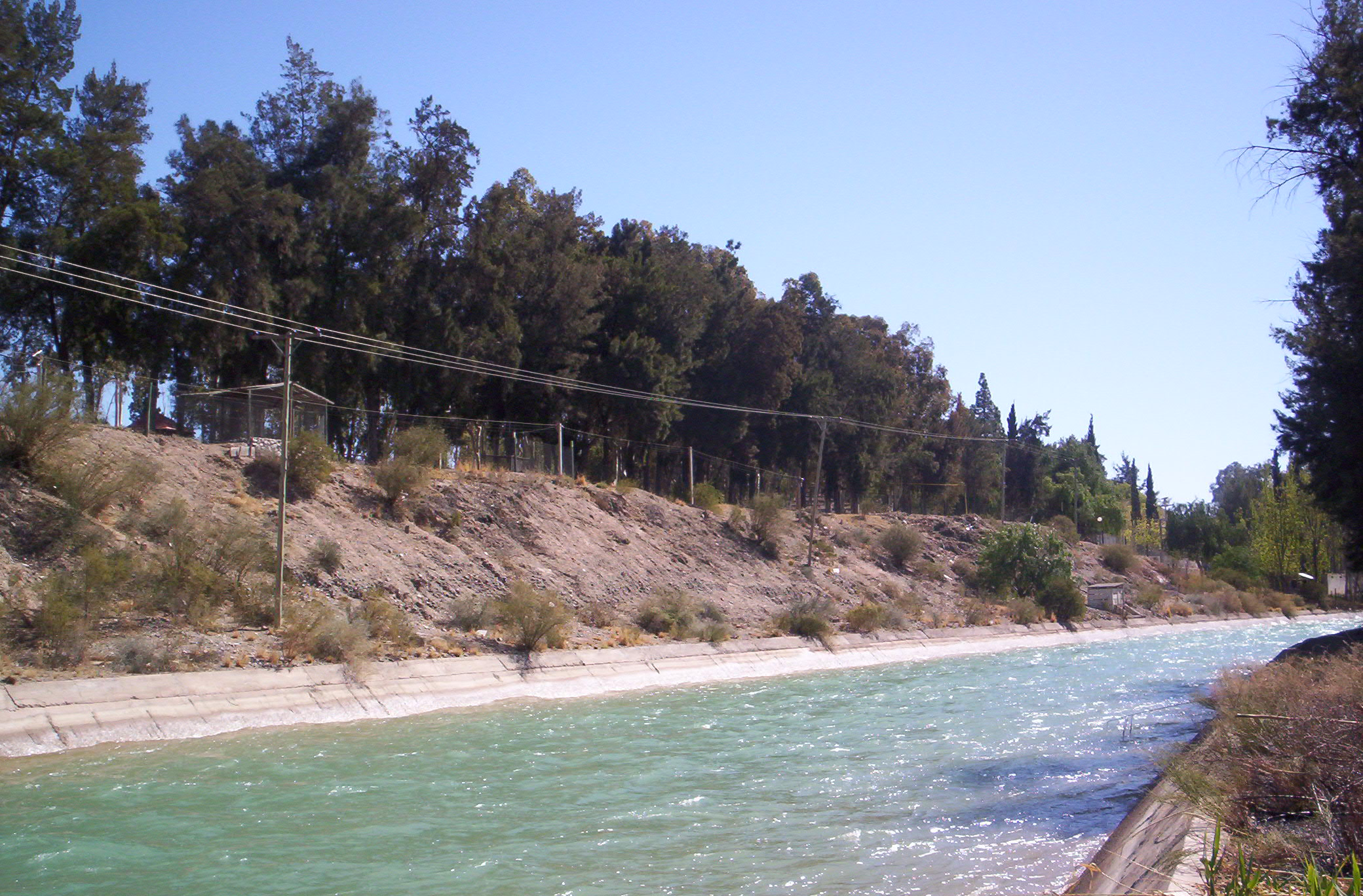
Canal matriz o central.

El Valle del Tulum es principalmente irrigado por el río San Juan, pero su caudal no es suficiente como para satisfacer la necesidad de agua para todo el oasis, lo que ha llevado la construcción de embalses o diques, entre ellos el Embalse Ullum y Represa Los Caracoles. El sistema de regadío es completamente artificial, con canales o acequias de cemento. Este sistema nace a partir de un dique derivador el cual distribuye el agua proveniente del río por un canal central, el cual se dirige a otro dique repartidor que reparte el agua hacia los demás canales secundarios. Estos son tres: el Canal Norte, encargado de abastecer la zona norte y este, el Canal Ciudad o Canal Benavides, encargado de abastecer la zona urbana y el Canal Céspedes, encargado de abastecer la zona sur del valle.

### Sismicidad
La sismicidad del área de Cuyo (centro oeste de Argentina) es frecuente y de intensidad baja, y un silencio sísmico de terremotos medios a graves cada 20 años en distintas áreas aleatorias.
Terremoto de Caucete 1977el 23 de noviembre de 1977, la región fue asolada por un terremoto y que dejó como saldo lamentable algunas víctimas, y un porcentaje importante de daños materiales en edificaciones.
Sismo de 1861aunque dicha actividad geológica catastrófica, ocurre desde épocas prehistóricas, el terremoto del 20 de marzo de 1861 señaló un hito importante dentro de la historia de eventos sísmicos argentinos ya que fue el más fuerte registrado y documentado en el país. A partir del mismo la política de los sucesivos gobiernos mendocinos y municipales han ido extremando cuidados y restringiendo los códigos de construcción. Y con el terremoto de San Juan de 1944 del 15 de enero de 1944 (81 años) el gobierno sanjuanino tomó estado de la enorme gravedad sísmica de la región.
El Día de la Defensa Civil fue asignado por un decreto recordando el sismo que destruyó la ciudad de Caucete el 23 de noviembre de 1977, con más de 40.000 víctimas sin hogar. No quedaron registros de fallas en tierra, y lo más notable efecto del terremoto fue la extensa área de licuefacción (posiblemente miles de km²).
El efecto más dramático de la licuefacción se observó en la ciudad, a 70 km del epicentro: se vieron grandes cantidades de arena en las fisuras de hasta 1 m de ancho y más de 2 m de profundidad. En algunas de las casas sobre esas fisuras, el terreno quedó cubierto de más de 1 dm de arena.

## Población
Concentra alrededor del 60% del total de la población de la provincia de San Juan, ubicándose la mayor concentración en el norte a orillas del río San Juan, dicho aglomerado se denomina Gran San Juan y posee una población de 470.000 habitantes según las estimaciones de INDEC para el 2007.
Principales ciudades
- San Juan
- Villa Krause
- Rivadavia
- Paula Albarracín de Sarmiento "o Chimbas"
- Santa Lucía
- Caucete
- General San Martín
- Media Agua

## Economía

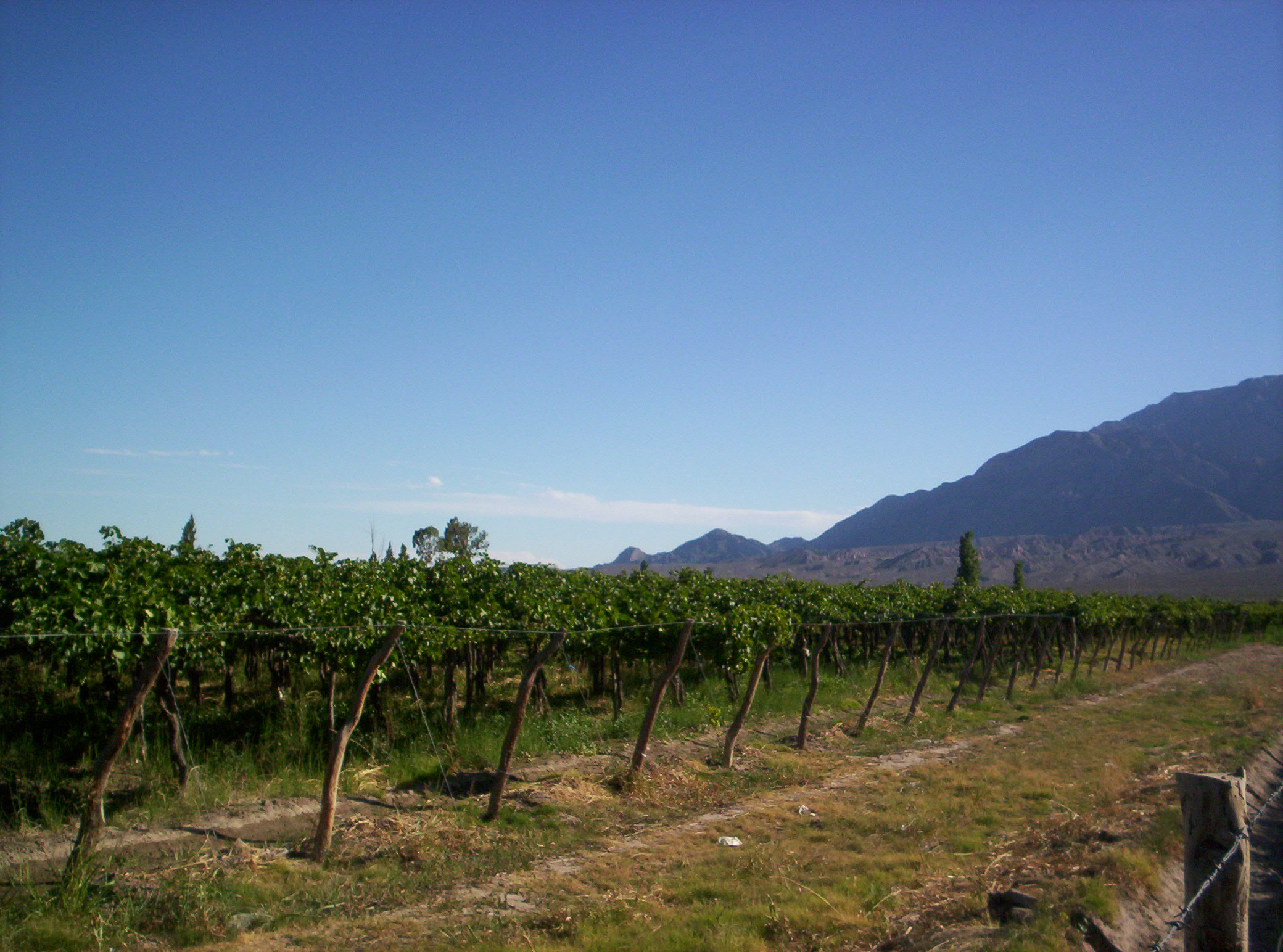
Viñedos en el departamento Pocito.

La economía está centrada en la agricultura principalmente en el cultivo de la vid. Pero el progreso ha modernizado y perfeccionando la vitivinicultura y ampliando el horizonte a otros sectores. Los parámetros de la agricultura se ampliaron dando lugar a nuevos cultivos como es el caso de la uva de mesa, el melón, el olivo, el membrillo y el damasco; y la incorporación de rubros hortícolas orientados a la exportación de pasas, ajo, cebolla, choclo, espárragos y tomates.
En cuanto a la industria, se destaca agroindustria, en especial, a la del vino. Por eso la bodega fue y es el principal establecimiento industrial característico del Valle del Tulum. También fue de importancia nacional la producción de azúcar de remolacha azucarera, pero al surgir los grandes ingenios en el norte del país, estas actividades cesaron. Las políticas de promoción industrial favorecieron el crecimiento de ese sector, destacándose así, además de la agroindustria tradicional, rubros como la metalmecánica, plásticos, sustancias químicas, papel y textiles.
También a partir de los últimos años esta zona ha comenzado atener ingresos con relación al turismo, en sitios como el Embalse Ullum, también se destaca un turismo temático relacionado con la vitivinicultura, con la denominada "Rutas del Vino".